# الإبادة الجماعية الأرمنية والهولوكوست

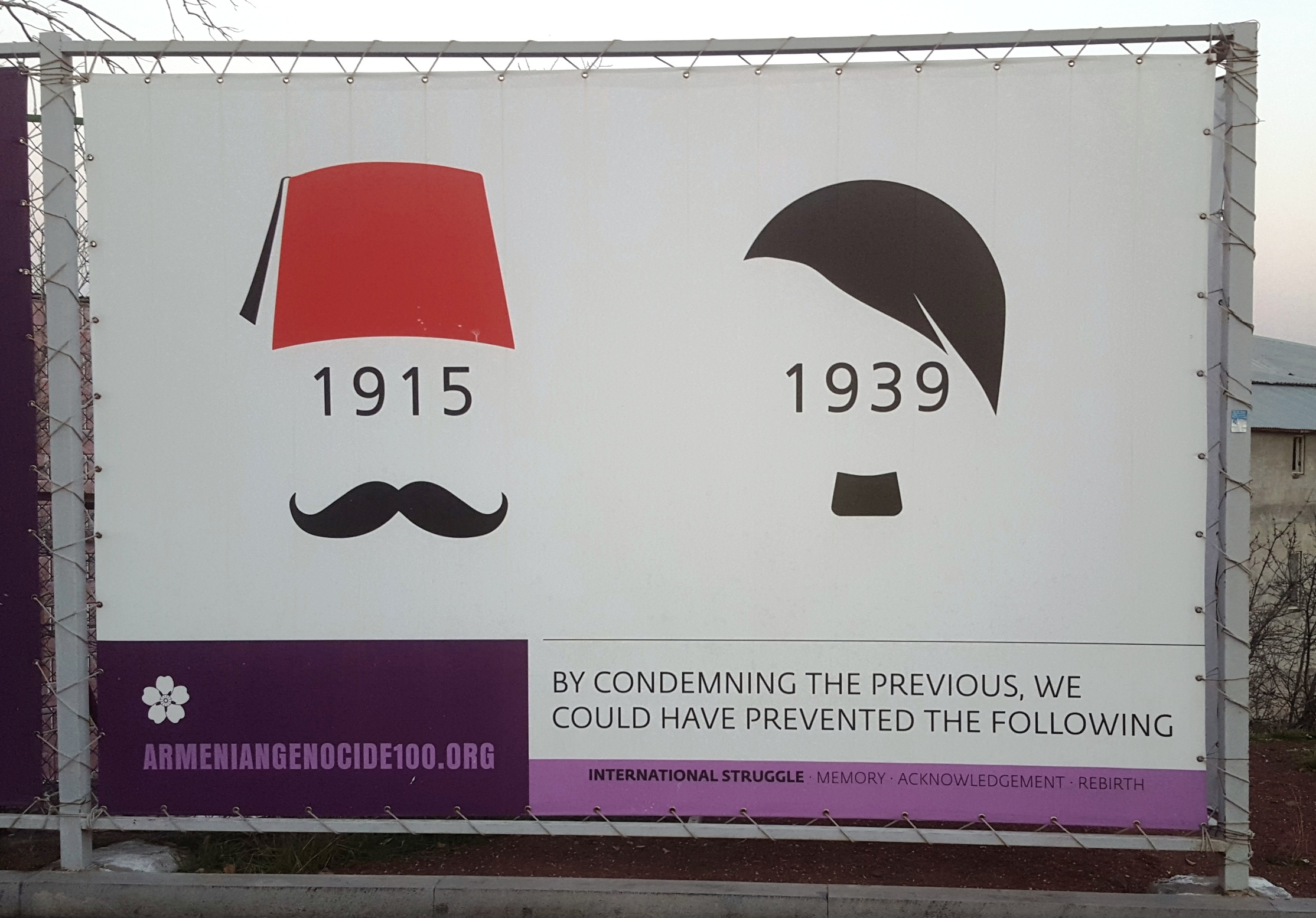
ملصق في يريفان في الذكرى المائة للإبادة الجماعية الأرمنية في 2015، يقول بأنه كان من الممكن تجنب الهولوكوست لو حظيت الإبادة الجماعية الأرمنية بالانتقاد الكافي.

لقد ناقش العلماء العلاقة بين الإبادة الجماعية الأرمنية والهولوكوست. ويعتقد أغلب العلماء أن هناك علاقة سببية مباشرة بين الإبادة الجماعية الأرمنية والهولوكوست، ومع ذلك، لا يعتقد بعضهم أن هناك علاقة سببية مباشرة بين الإبادتين.
تعد كل من الهولوكوست والإبادة الجماعية الأرمنية حالتين نموذجيتين للإبادة الجماعية في القرن العشرين.
وبشكل عام، اقترح العلماء أن مرتكبي الهولوكوست استلهموا من المثال العثماني وإرث الإفلات من العقاب، كما يتجلى في إشارة هتلر إلى الإبادة الجماعية الأرمنية في خطاب عام 1939: من يتحدث اليوم عن إبادة الأرمن؟

## المصطلحات
كان مصطلح الهولوكوست يستخدم عادة لوصف المجازر الحميدية والإبادة الجماعية للأرمن قبل الحرب العالمية الثانية، كما استخدم هذا المصطلح لوصف الإبادة الجماعية الألمانية لليهود، وهي الإبادة الجماعية التي يشار إليها حاليًا باسم الهولوكوست. على سبيل المثال، استخدم ونستون تشرشل المصطلح لوصف الإبادة الجماعية للأرمن قبل بداية الحرب العالمية الثانية.
بدأ رافائيل ليمكين، الذي صاغ مصطلح الإبادة الجماعية لوصف هذه الفئة من جرائم الدولة، دراسته للإبادات الجماعية في عام 1921، بعد أن قرأ روايات عن محاكمة سوغومون تهليريان، قاتل طلعت باشا، أحد منظمي الإبادة الجماعية للأرمن. عندما ابتكر المصطلح في عام 1943 أو 1944، استشهد على وجه التحديد بالإبادة الجماعية للأرمن كمثال أساسي للإبادة الجماعية.

## التاريخ

### الخلفية
كانت الإبادة الجماعية للأرمن أول إبادة جماعية غير استعمارية في القرن العشرين. وقد حدثت أثناء الحرب العالمية الأولى، ونفذها النظام التركي ولجنة الاتحاد والترقي؛ التي ضمت الإمبراطورية العثمانية وجمهورية تركيا. وبعد أن عانت لجنة الاتحاد والترقي من هزائم عسكرية، في حروب البلقان، ضد الجيش الأرمني. أثناء بداية الحرب العالمية الأولى، بدأت الإمبراطورية العثمانية في غزو معظم أوروبا، وبدأت المنظمة الخاصة في مذبحة شعب أرمينيا. ارتكبت الميليشيات شبه العسكرية العثمانية المذابح بسبب أعمال المقاومة المعزولة التي ارتكبها بعض الأرمن، واعتقدت الميليشيات شبه العسكرية العثمانية أن أعمال المقاومة هذه كانت مقدمة لثورة جماهيرية كما خشيت أن يحاول الأرمن المطالبة بالاستقلال. حدثت بداية الإبادة الجماعية عندما جمع نظام تركيا الفتاة مئات الأرمن وشنقهم في شوارع إسطنبول. (الإبادة الجماعية للأرمن). حدثت عملية ترحيل وقتل جماعي لحوالي مليون أرمني أثناء مسيرات الموت إلى الصحراء السورية.
كانت المحرقة إبادة جماعية لحوالي ستة ملايين يهودي على يد النظام النازي للحزب الوطني الاشتراكي، وقد بدأت بعد وقت قصير من وصول أدولف هتلر والحزب الوطني الاشتراكي إلى السلطة. كان استهداف المجتمع اليهودي بسبب الأزمة الاقتصادية والسياسية التي نشأت بعد خسارة ألمانيا للحرب العالمية الأولى (مقدمة عن المحرقة). لم تحدث عمليات القتل الجماعي على الفور، ومع ذلك، فإن كمية القوانين المعادية للسامية التي تم تنفيذها، مثل قوانين نورمبرج ضمنت التمييز ضد الشعب اليهودي وطرده من الحياة الألمانية. بين عامي 1941 و1945، بدأت ألمانيا والأراضي المتحالفة معها في ارتكاب جرائم قتل جماعي للشعب اليهودي. كانت الطرق الرئيسية للقتل من خلال عمليات إطلاق النار الجماعي والغاز. عرفت الإبادة الجماعية بالحل النهائي للمسألة اليهودية.

### السببية
يكتب المؤرخ فرانسيس نيقوسيا أن الإبادة الجماعية للأرمن والهولوكوست هما الإبادتان الأكثر تشابهًا في القرن العشرين. وبالنسبة للمؤرخ روبرت ميلسون، الإبادة الجماعية للأرمن والهولوكوست هما المثالان الجوهريان للإبادة الجماعية الشاملة في القرن العشرين.
وفقًا للمؤرخين دومينيك جيه شالر ويورجن زيمرير، يعتقد على نطاق واسع أن هناك علاقة سببية بين الإبادة الجماعية للأرمن والهولوكوست. في عشرينيات القرن العشرين، كان هناك نقاش كبير حول الإبادة الجماعية في الصحافة الألمانية ما أدى إلى اتخاذ العديد من القوميين الألمان قرارًا بأن الإبادة الجماعية مبررة كتكتيك. في كتابه Justifying Genocide 2016، كتب ستيفان إيهريج أنه لا يوجد دليل قاطع لإثبات أن الإبادة الجماعية الأرمنية ألهمت الهولوكوست. ومع ذلك، استنادًا إلى أدلة مختلفة، يقول إن النازيين كانوا على دراية تامة بالإبادة الجماعية السابقة، وإلى حد ما، كانوا مستوحين منها أيضًا. في مراجعة كتاب إيهريج، يعتقد المؤرخ الأرمني فاهاجن أفيديان أن هناك ببساطة عوامل كثيرة جدًا تربط بين هاتين الحالتين.
يعتقد عمر بارتوف وإلداد بن أهارون وتيسا هوفمان أن النازيين استوحوا أفكارهم من الإبادة الجماعية للأرمن إلى حد ما على الأقل.

خلال خطاب ألقاه عام 1939، نقل عن هتلر قوله:
لقد وضعت تشكيل رأس الموت الخاص بي على أهبة الاستعداد - في الوقت الحاضر فقط في الشرق - مع أوامر لهم بإرسال الرجال والنساء والأطفال من أصل بولندي ولغة بولندية إلى الموت بلا رحمة ودون شفقة. بهذه الطريقة فقط سنحصل على مساحة المعيشة (Lebensraum) التي نحتاجها. من يتحدث اليوم عن إبادة الأرمن؟
على الرغم من أن هذه النسخة من الخطاب محل شك، فمن المؤكد تقريبًا أن هتلر كان على علم بالإبادة الجماعية للأرمن لأنه كان قارئًا شغوفًا للصحف وكانت الإبادة الجماعية مغطاة على نطاق واسع في الصحافة.
وفقًا لهانيبال ترافيس، من المرجح أن يكون تشامبرلين وهيس وروزنبرج وسيكت وشوبنر ريختر وفون بابن قد لعبوا جميعًا دورًا في دفع هتلر إلى استخدام مثال تركيا كنموذج لبولندا.
وفقًا لفاهكان دادريان وديفيد ماتاس ويائير أورون، فإن مرتكبي الهولوكوست تشجعوا بسبب الفشل في معاقبة مرتكبي الإبادة الجماعية للأرمن. وفقًا لباحث القانون الدولي م. شريف بسيوني، فإن قرار عدم مقاضاة مجرمي الحرب العثمانيين أدى إلى إبطاء تطور القانون الدولي وجعل من الصعب مقاضاة مجرمي الحرب النازيين. بعد الحرب العالمية الثانية، أدرك الحلفاء خطر الإفلات من العقاب وأنشأوا محاكمات نورمبرج.
وقد أكد مؤرخون مثل إيهريج وجيرساك أن النازيين كانوا ليتوصلوا إلى استنتاج مفاده أن الإبادة الجماعية يمكن أن تكون مموهة تحت ستار الحرب ولن يعاقب مرتكبوها. ووفقًا لإيهريج، لا شك أن النازيين أدرجوا الإبادة الجماعية للأرمن ودروسها وتكتيكاتها وفوائدها في نظرتهم للعالم ونظرتهم للنظام العنصري الجديد الذي كانوا يبنونه.
ومع ذلك، انتقد أوغور أوميت أونغور الرابط السببي بينهما.